# Nuestra Señora de Santa Ana
Reducción de Nuestra Señora de Santa Ana (Vår fru av Santa Anas reduktion) var en av många missionsstationer eller reduktioner grundade på 1600-talet av Jesuiterna i Amerika under Spanska koloniseringen av Amerika.
Ruinerna efter reduktionen, som grundades 1633, ligger i Candelaria i provinsen Misiones, Argentina, endast 2 km utanför kommunens centralort Santa Ana, och inte långt från ruinerna efter San Ignacio Miní.
1984 blev ruinerna världsarvet De jesuitiska missionsstationerna hos guaraniindianerna tillsammans med tre andra jesuitiska missionsruiner: Nuestra Señora de Loreto, San Ignacio Miní samt Santa María La Mayor.